# آرال‌جی‌ای فیلمز
آر ال جی ای فیلمز به (انگلیسی: RLJE Films) یک شرکت مستقل آمریکایی تولید و توزیع برنامه‌های سرگرمی، فیلم و برنامه تلویزیون در آمریکای شمالی است.